# Марково (Новгородський район)
Марково (рос. Марково) — присілок в Новгородському районі Новгородської області Російської Федерації.
Населення становить 36 осіб. Входить до складу муніципального утворення Савинське сільське поселення.

## Історія
Від 2004 року входить до складу муніципального утворення Савинське сільське поселення.

## Населення
| 2010 |
| ---- |
| 36   |